# Julia Zenko
Julia Trzenko, mai cunoscută ca Julia Zenko, (n. 30 octombrie 1958, Buenos Aires) este o cântăreață și actriță argentiniană.

## Premii
A câștigat premii naționale și internaționale:
- Premiul ACE
- premiul Prensario
- premiul Festibuga
- premiul Konex (1995, 2005 și 2015)

## Discografie
- 1983: "Vital" - PHILIPS
- 1985: "Travesía del alma" - PHILIPS
- 1986: "Cambios" - PHILIPS
- 1987: "Crecer con todo" - PHILIPS
- 1988: "Requetepillos" - PHILIPS
- 1989: "El remedio es cantar" - PHILIPS
- 1991: "En tiempo real" - SONY MUSIC
- 1991: "Vital '91" - POLYGRAM
- 1992: "Así va la vida" - COLUMBIA
- 1995: "Sin rótulos" - SONY MUSIC ENTERTAINMENT ARGENTINA S.A.
- 1998: "Julia de Buenos Aires" - EPSA MUSIC
- 2001: "Tango por vos" - EPSA MUSIC
- 2002: "Orestes"
- 2004: "El Show de las Divorciadas"
- 2006: "Vida mía" - SONY MUSIC ENTERTAINMENT ARGENTINA S.A.
- 2009: "Canta a MARIA ELENA WALSH" - LUCIO ALFIZ PRODUCCIONES S.R.L.
- 2009: "Pra Elis" - CALLE ANGOSTA DISCOS
- 2013: "Mi libertad" - LUCIO ALFIZ PRODUCCIONES S.R.L.
- 2017: "Nosotras" - CICLO 3

Compilații
- 1995: "Lo nuestro" - POLYGRAM
- 1997: "Siempre pienso en ti" - POLYGRAM
- 1997: "20 Grandes éxitos" - SONY MUSIC ENTERTAINMENT ARGENTINA S.A.
- 2000: "Mis 30 mejores canciones" - SONY MUSIC ENTERTAINMENT ARGENTINA S.A.
- 2003: "Los esenciales" - SONY MUSIC ENTERTAINMENT ARGENTINA S.A.
- 2004: "De colección" - SONY MUSIC ENTERTAINMENT ARGENTINA S.A.
- 2009: "Los elegidos" - SONY MUSIC ENTERTAINMENT ARGENTINA S.A.

## Single-uri
- 1984: "Travesía del alma / La rana, los grillos, los hombres" (Simple) - PHILIPS
- 1985: "Quien nunca amó / No me pisen la vida" (Simple) - PHILIPS
- 1986: "Me enseñaron todo mal / María siempre" (Simple) - PHILIPS
- 1986: "Por otra ventana / Saliendo de mi (Simple) - PHILIPS
- 1991: "Cuando un amor termina / Juntos es más fácil" (Simple) - SONY MUSIC
- 1991: "Viento del sur / El breve espacio en que no está" (Simple) - SONY MUSIC
- 1992: "La fuerza del amor / Dame algo de ti" (Simple) - SONY MUSIC
- 1995: "Julia Zenko" (Single EP) - Temas: 1) La rosa 2) Razón de vivir 3) Angelitos negros 4) Quiero abrazarte tanto - SONY MUSIC

## Filmografie[4]

### Actriță
- 1986: Mesa de noticias (serial TV) - ea însăși.
- 1992: Gran Hotel Casino (serial TV).
- 1993: ¡Dale Loly! (film TV).

### Cântăreață
- 1982: Pubis angelical (interpretează cântecele din acest film, produs de Charly García).
- 1989: Los espíritus patrióticos (interpretează cântecele din acest film).
- 1992: Soy Gina (serial TV), în care a interpretat cântecul «La fuerza del amor».
- 1995: Dulce Ana (serial TV)